# Remilly-sur-Lozon
Remilly-sur-Lozon ist eine Ortschaft und eine ehemalige französische Gemeinde mit 647 Einwohnern (Stand: 1. Januar 2022) im Département Manche in der Region Normandie.
Mit Wirkung vom 1. Januar 2017 wurden die bisherigen Gemeinden Remilly-sur-Lozon, Le Mesnil-Vigot und Les Champs-de-Losque zu einer Commune nouvelle mit dem Namen Remilly Les Marais zusammengeschlossen und verfügen in der neuen Gemeinde über den Status einer Commune déléguée. Der Verwaltungssitz befindet sich im Ort Remilly-sur-Lozon.

## Lage
Nachbarorte von Remilly-sur-Lozon sind Marchésieux im Nordwesten, Tribehou im Nordosten, Les Champs-de-Losque im Osten, Le Mesnil-Eury im Südosten, Lozon im Süden und Le Mesnil-Vigot im Südwesten.

## Bevölkerungsentwicklung
| Jahr      | 1962 | 1968 | 1975 | 1982 | 1990 | 1999 | 2008 | 2015 |
| --------- | ---- | ---- | ---- | ---- | ---- | ---- | ---- | ---- |
| Einwohner | 653  | 641  | 572  | 560  | 556  | 556  | 663  | 687  |

## Sehenswürdigkeiten
- Schloss Montfort, Monument historique seit 1978
- Kirche Saint-Martin

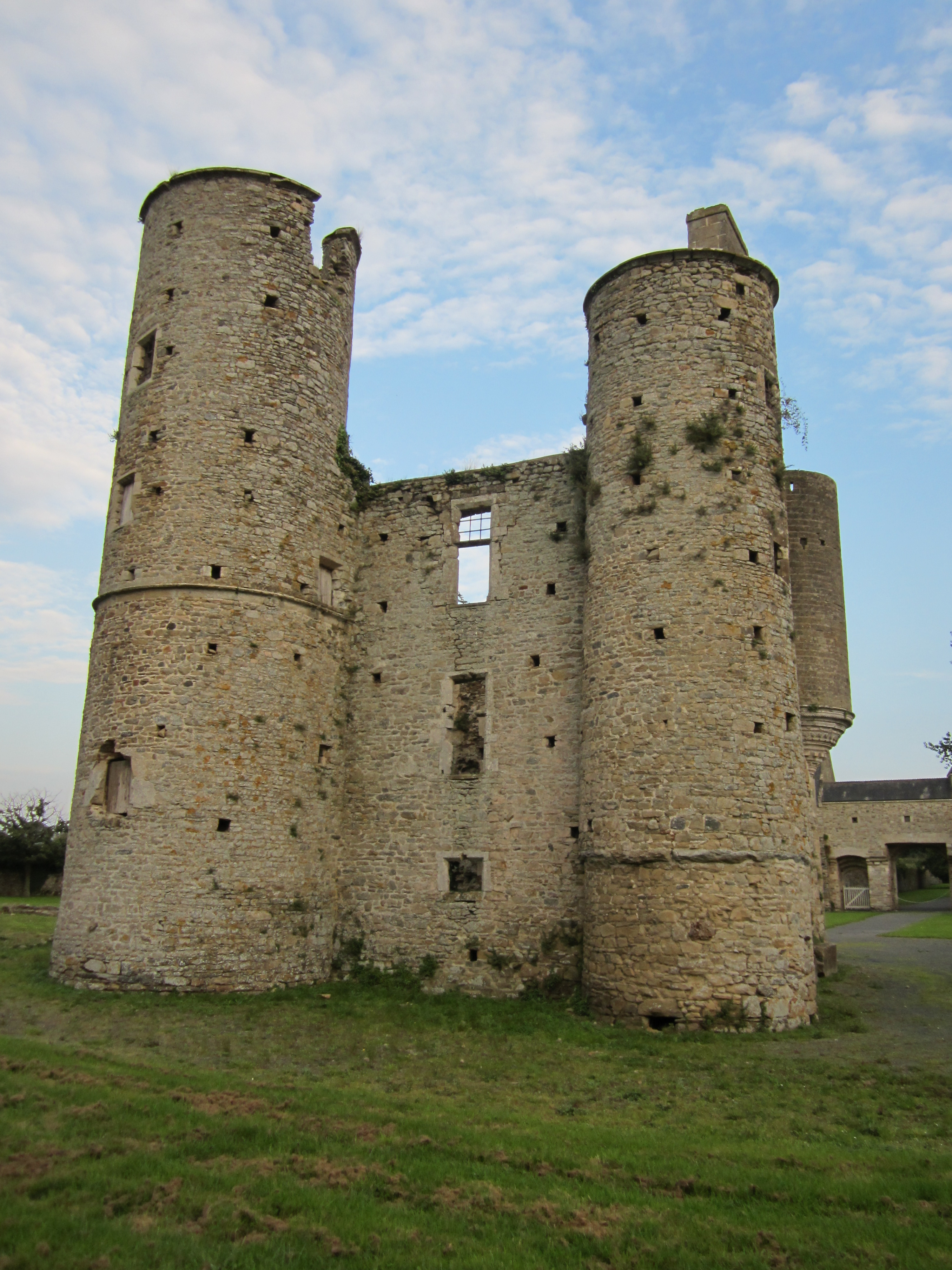
Schloss Montfort
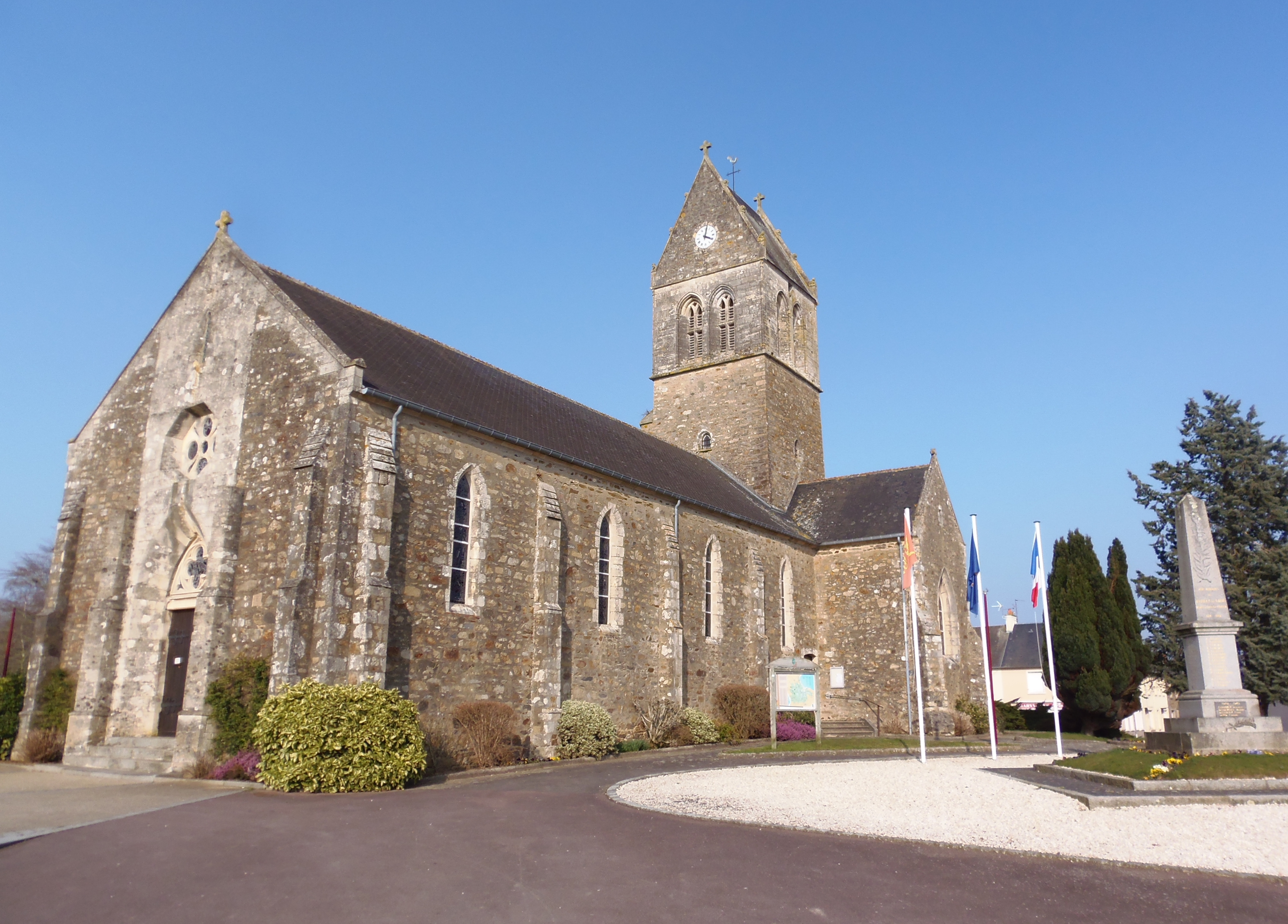
Kirche Saint-Martin
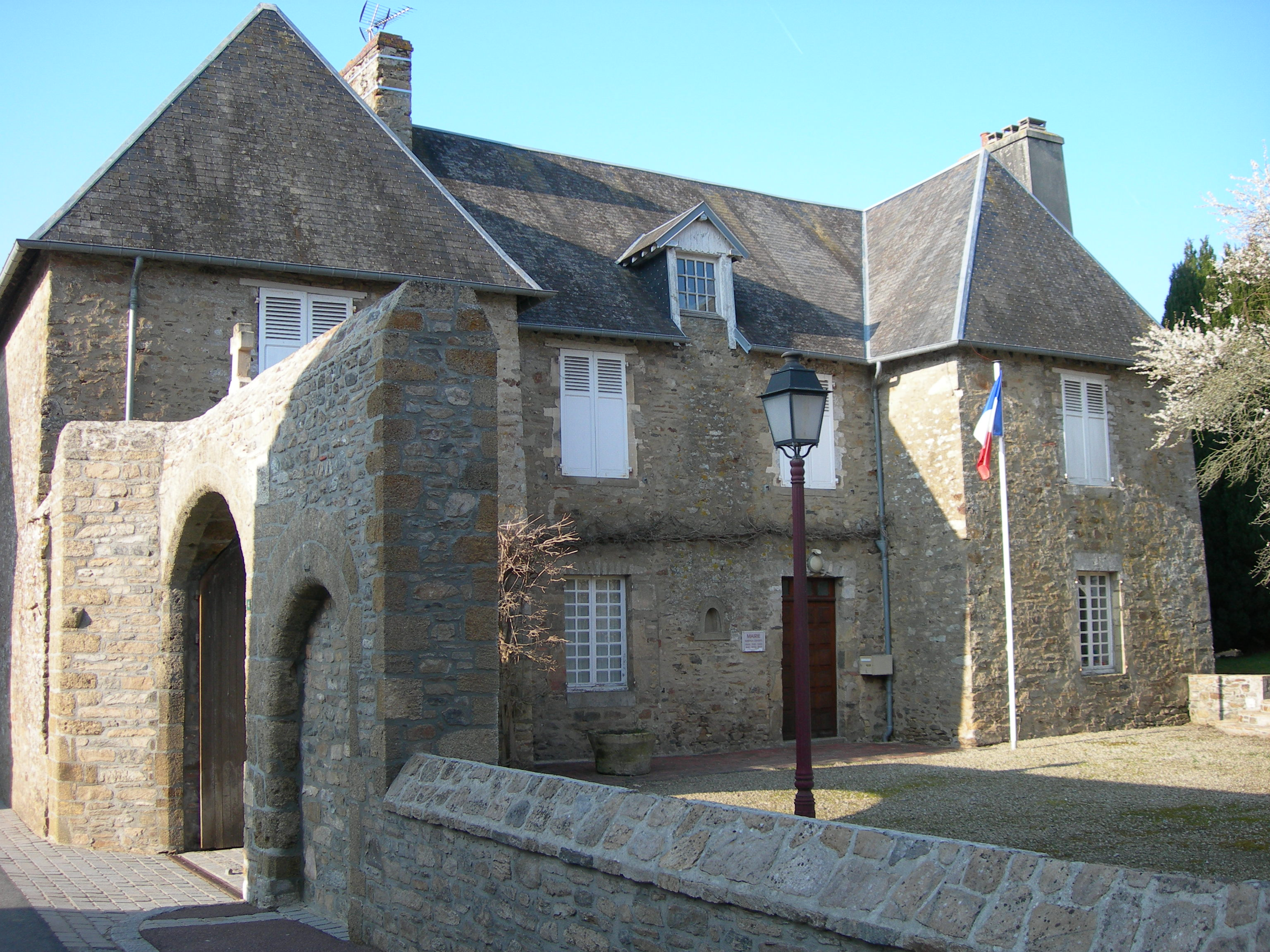
Ehemalige Mairie